# Proixaberd
Proixaberd (en armeni: Պռոշաբեր), també conegut amb el nom de Boloraberd) és una fortalesa construïda al segle xiii pel príncep Proix Khaghbakian. Situada en uns vessants abruptes d'una muntanya a uns set quilòmetres al sud de la ciutat de Vernashen a la província de Vaiots Dzor d'Armènia. Gairebé a un quilòmetre a l'est es troba el monestir de Spitakavor amb la seva església dedicada a Sant Astvatsatsin i construït al segle xiv.

## Llegenda local
Segons expliquen els del lloc, en temps dels perses, van assetjar la fortalesa, però a causa dels seus murs de pedra de basalt impenetrables, no aconseguien tenir èxit en els seus intents de prendre-la. El subministrament d'aigua no eren capaces de trobar-ho, així que un home els va assessorar que el millor era mantenir una mula amb set durant set dies i les seves nits i després deixar-la en llibertat perquè busqués aigua. Així es va fer i al cap de set dies la mula va trobar la zona d'on procedia l'aigua per al fort. L'exèrcit persa va poder tallar el subministrament i així aconseguir la rendició de la fortalesa.
El príncep Prosh Khaghbakian, per temor a possibles atacs s'explica que havia fet ocultar els seus objectes de valor dins de les parets de Proixaberd i entre les muntanyes properes. Es diu que: «Si un pot entendre els símbols deixats pel príncep, és possible que pugui localitzar els tesores perduts». En un jachkar que es troba prop de la carretera es pot llegir: “El tresor està en el cap”.

## Galeria

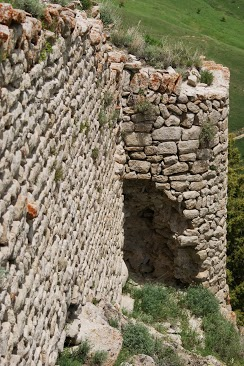
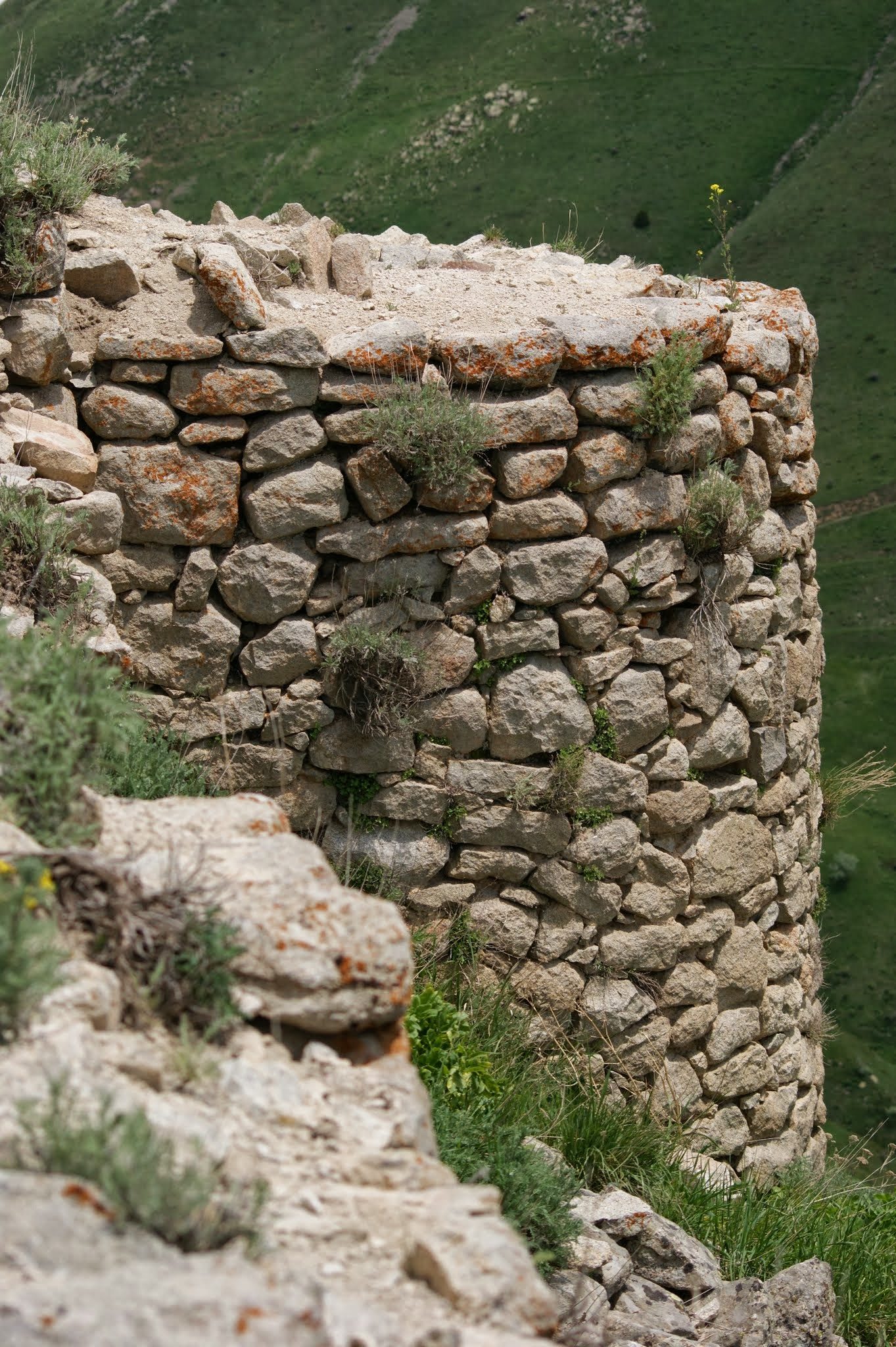
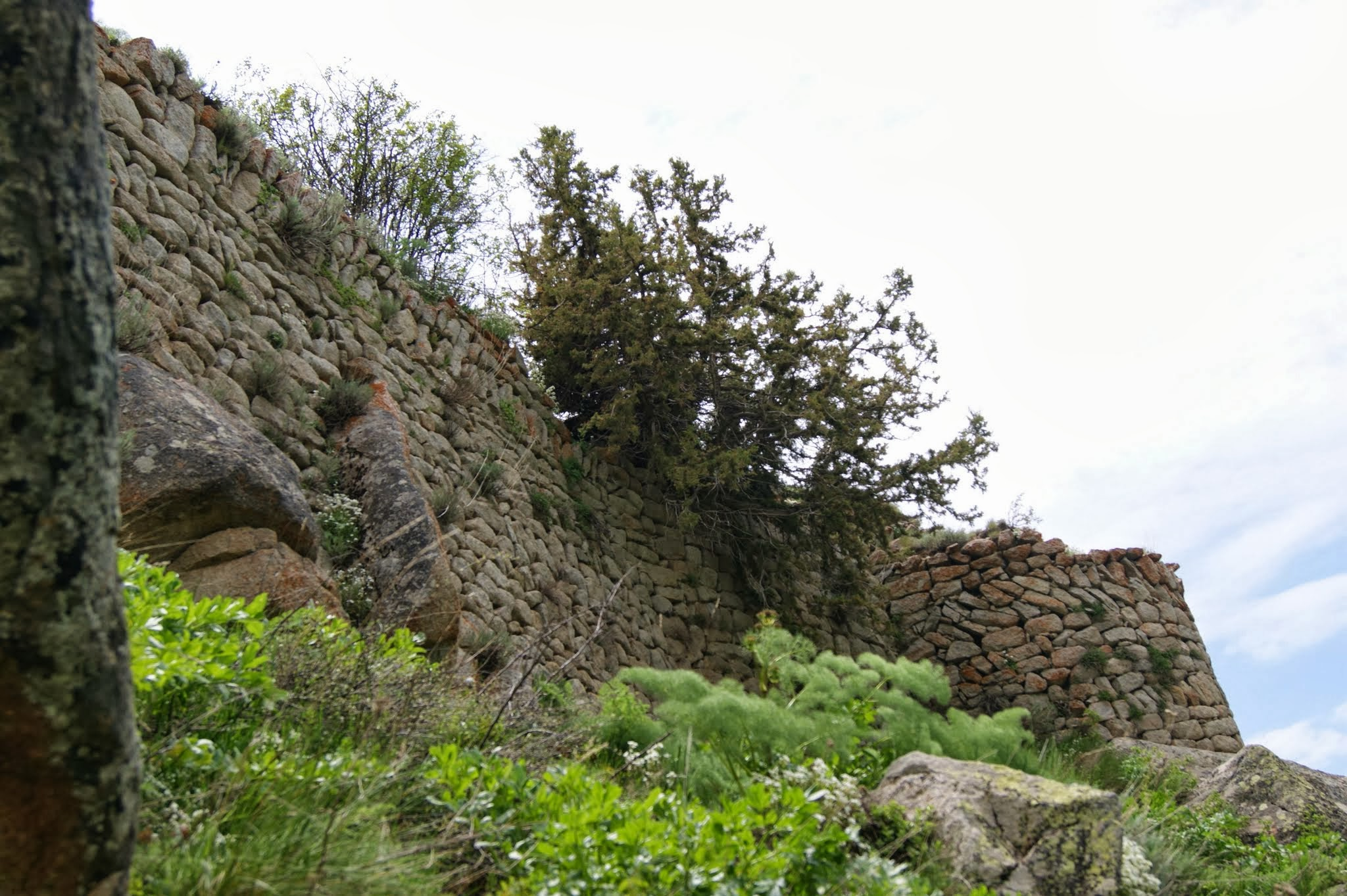
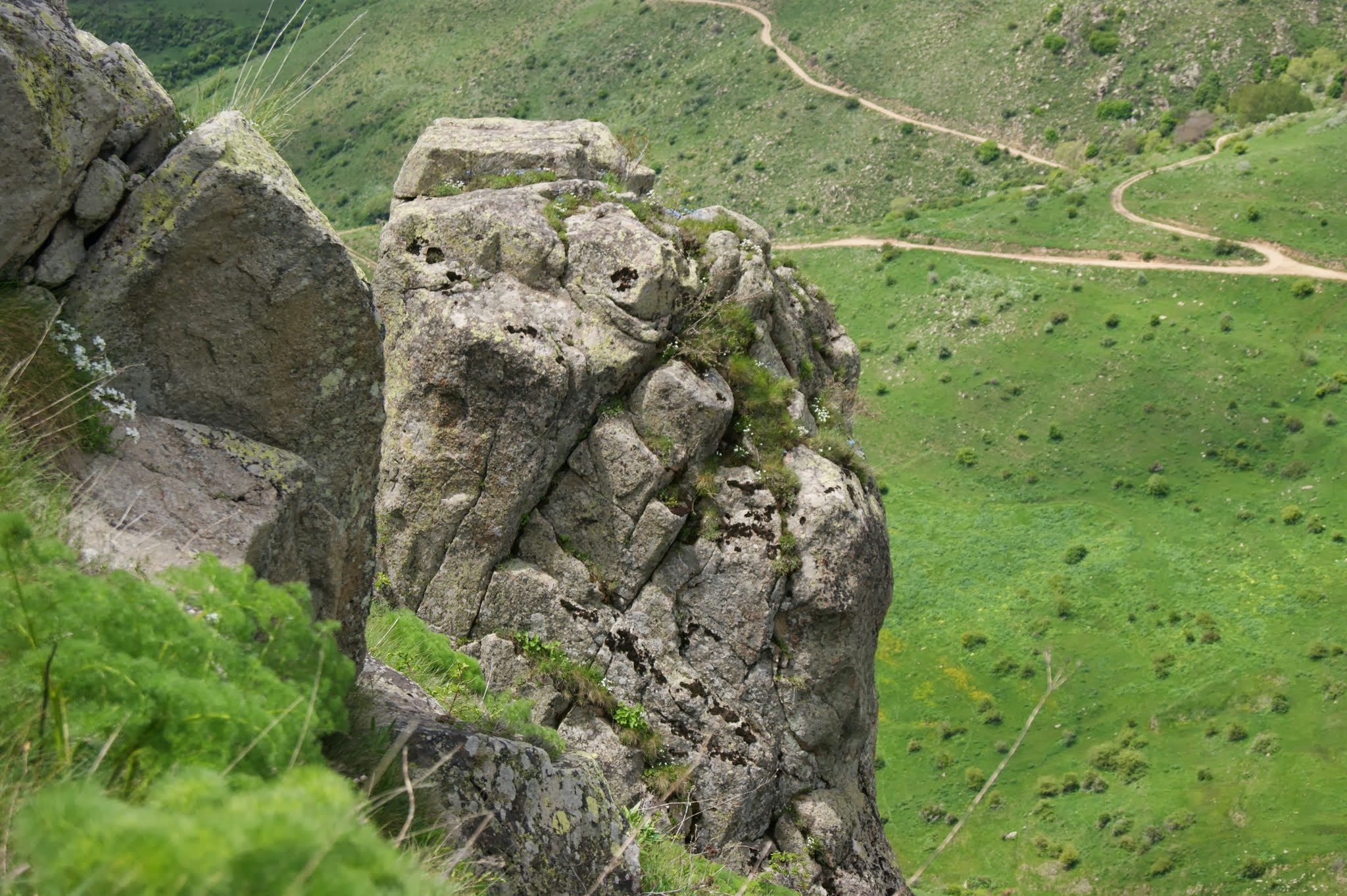